# Косцянський повіт
Косцянський повіт (пол. powiat kościański) — один з 31 земських повітів Великопольського воєводства Польщі.
Утворений 1 січня 1999 року в результаті адміністративної реформи.

## Загальні дані
Повіт знаходиться у західній частині воєводства.
Адміністративний центр — місто Косцян.
Станом на 1.01.2008 населення становить 77 992 осіб, площа 722,42 км².

## Демографія
Демографічні дані повіту станом на 30.06.2005:
|       | Всього | Всього | Жінки  | Жінки | Чоловіки | Чоловіки |
| ----- | ------ | ------ | ------ | ----- | -------- | -------- |
|       | осіб   | %      | осіб   | %     | осіб     | %        |
| Повіт | 77 675 | 100    | 39 772 | 51,2  | 37 903   | 48,8     |
| Міста | 36 139 | 100    | 18 840 | 52,1  | 17 299   | 47,9     |
| Села  | 41 536 | 100    | 20 932 | 50,4  | 20 604   | 49,6     |